# IB3
IB3 es un canal de televisión en abierto autonómico español, perteneciente al Ente Público de Radiotelevisión de las Islas Baleares (EPRTVIB), dedicada a la producción y emisión de televisión. Fue creada, junto al Ente e IB3 Ràdio el 26 de marzo de 2004. IB3 es miembro de la Federación de Organismos de Radio y Televisión Autonómicos (FORTA). 
El canal emite en YouTube y en su página web, emitiendo en simulcast exceptuando los espacios de publicidad que son sustituidos por un bucle de lugares de las Islas Baleares. 

## Historia
La televisión autonómica de las Islas Baleares empezó a emitir en fase de pruebas el Día de las Islas Baleares el 1 de marzo de 2005. No obstante, sus informativos no arrancaron hasta mayo de 2005. Empezó sus emisiones regulares el 5 de septiembre de 2005. La radio inició sus emisiones de forma oficial el 1 de marzo de 2005 y la primera voz en salir en antena fue la de la periodista Araceli Bosch.
Desde el 2 de marzo de 2009 hasta octubre de 2012, IB3 emitía en Cataluña una señal del canal que transmitía programación tanto de IB3 como IB3 Sat. Aunque se ofrecía cobertura a través de Internet y televisión por satélite, se anunció el cese de las emisiones de IB3 Sat al ser retirado del satélite Astra.
A partir del 15 de abril de 2016 empezó a emitir también en Cataluña, recuperando así el acuerdo con la Corporación Catalana de Medios Audiovisuales, el cual permite emitir cadenas en la otra comunidad autónoma, respectivamente. Y a partir de marzo del 2021 también emite en la Comunidad Valenciana. De esta manera se finaliza el proceso de reciprocidad, así pues las tres comunidades de habla catalana pueden ver sus televisiones vecinas.

## Instalaciones
Sus estudios centrales de IB3 Televisió se encuentran en el polígono de Son Bugadelles, en Calviá, un municipio de la isla de Mallorca, cercano a la capital Palma de Mallorca. Los estudios de la radio están en Palma de Mallorca. También dispone de delegaciones en las islas de Menorca, Ibiza y Formentera, así como en Madrid.

## Programación
La programación de IB3 Televisión se estructura en información y entretenimiento de origen balear y transmitido en catalán a todos los públicos. En la programación diaria destaca el programa matinal Els dematins, el magazín de tarde Cinc dies, así como, el programa de temática agraria Uep com anam!, y el programa culinario Cuina amb Santi Taura, entre otros. En cuanto a los informativos (IB3 Notícies), hay dos ediciones a las 14:00 y a las 20:30. El canal también se emiten series de producción propia como Pep, Mòpies o Amor de cans.
Así como programas especiales en eventos destacados de la cultura balear como los Jaleos de Menorca o la fiesta de Moros y Cristianos de Pollensa, entre otros.
De la misma manera se realizan informativos especiales en momentos clave como por ejemplo en las elecciones

### Programación actual
- Agafa'm si pots: concurso diario de preguntas y respuestas, de 15.45 a 16.20
- Cinc dies: Magazin diario de 16.20 a 19.30
- Darrera hora: Espacio informativo con información local y reportajes dentro del "Cinc dies" de media hora de duración.
- Al dia: programa de entrevistas de iB3 Ràdio, emitido en su primera parte por TV, centrado en la actividad político, económica y social de las Baleares, conducido por Rafel Gallego.
- Els dematins: Programa matinal
- Uep! Com anam?: espacio basado en la agricultura de la zona.
- Fred i calent
- Ningú és perfecte
- Memeòria negra
- Gent de la mar
- Zoom
- Rodolant
- Son Mai
- Passejades
- Tèntol
- Els Entusiastes
- Tothom en forma
- Club de còmics
- Ja ho val
- Balears des de l'aire
- Meteo, temp i natura
- Illes i pobles
- Documentals balears: conjunto de documentales sobre diferentes temas relacionados con las islas
- Jo en sé mès què tu
- Jo en sé mès què tu cap de setmana
- La vida a Son Espases
- L'hora del conte!
- Aixoplucs
- Tèntol
- Ben trobat
- Menorquins
- El club del tupper
- Enfeinats
- PEP
- Terra de passions
- Amor de cans
- Eucaristia a la seu

También se emiten retransmisiones de programas antiguos y de formatos emitidos por TV3 o àpunt. 
También se emiten películas

## Dirección
| Director                  | Inicio | Final    | Partido |
| ------------------------- | ------ | -------- | ------- |
| María Umbert              | 2005   | 2007     | PP      |
| Antoni Martorell          | 2007   | 2010     | PSIB    |
| Pere Terrasa              | 2010   | 2011     | PSIB    |
| Antonio Gómez*            | 2011   | 2011     | PP      |
| Jacobo Palazón            | 2011   | 2012     | PP      |
| José Manuel Ruiz          | 2012   | 2014     | PP      |
| Josep Maria Codony        | 2014   | 2015     | PP      |
| Andreu Manresa Montserrat | 2015   | 2023     | PSIB    |
| Albert Salas Domínguez    | 2023   | Presente | PP      |

(*) El consejero de Presidencia de las Islas Baleares del PP asumió esta función de forma transitoria.

## Logotipo

De 2005 hasta 2008
De 2008 hasta la actualidad

## Audiencias
Las audiencias comenzaron a ser medidas en noviembre de 2006:
| Año  | Enero | Febrero | Marzo | Abril | Mayo | Junio | Julio | Agosto | Septiembre | Octubre | Noviembre | Diciembre | Media anual |
| ---- | ----- | ------- | ----- | ----- | ---- | ----- | ----- | ------ | ---------- | ------- | --------- | --------- | ----------- |
| 2006 |       |         |       |       |      |       |       |        |            |         | 6,8%      | 6,5%      | 6,7%        |
| 2007 | 7,0%  | 7,1%    | 7,3%  | 7,2%  | 7,1% | 6,9%  | 7,4%  | 8,5%   | 7,1%       | 4,6%    | 4,2%      | 4,8%      | 6,6%        |
| 2008 | 5,7%  | 4,6%    | 4,7%  | 4,5%  | 4,2% | 4,6%  | 4,3%  | 4,5%   | 4,6%       | 4,7%    | 4,5%      | 5,1%      | 4,7%        |
| 2009 | 5,9%  | 4,5%    | 4,4%  | 5,1%  | 4,9% | 4,3%  | 5,0%  | 5,1%   | 5,0%       | 5,2%    | 5,8%      | 5,7%      | 5,1%        |
| 2010 | 5,3%  | 6,0%    | 6,5%  | 6,1%  | 6,1% | 5,4%  | 4,2%  | 4,6%   | 5,2%       | 5,7%    | 5,5%      | 5,4%      | 5,5%        |
| 2011 | 5,6%  | 5,7%    | 5,2%  | 6,0%  | 4,9% | 5,0%  | 4,1%  | 4,4%   | 4,7%       | 5,0%    | 5,0%      | 5,7%      | 5,2%        |
| 2012 | 6,9%  | 6,4%    | 6,3%  | 6,5%  | 5,8% | 5,5%  | 5,7%  | 6,7%   | 6,2%       | 6,6%    | 6,3%      | 6,1%      | 6,3%        |
| 2013 | 7,1%  | 6,2%    | 6,1%  | 5,9%  | 6,0% | 5,7%  | 5,7%  | 5,8%   | 6,0%       | 5,8%    | 5,5%      | 5,3%      | 5,9%        |
| 2014 | 6,1%  | 5,8%    | 5,6%  | 5,2%  | 5,4% | 5,8%  | 6,0%  | 6,0%   | 6,4%       | 6,0%    | 5,1%      | 5,9%      | 5,8%        |
| 2015 | 6,2%  | 6,1%    | 5,1%  | 5,3%  | 5,2% | 6,1%  | 5,6%  | 5,8%   | 5,8%       | 5,1%    | 4,6%      | 4,2%      | 5,4%        |
| 2016 | 4,4%  | 4,3%    | 4,2%  | 3,5%  | 3,7% | 3,2%  | 2,9%  | 2,8%   | 2,7%       | 2,7%    | 2,7%      | 2,8%      | 3,4%        |
| 2017 | 3,5%  | 2,7%    | 2,7%  | 2,7%  | 2,5% | 3,1%  | 2,9%  | 2,6%   | 2,9%       | 2,3%    | 2,2%      | 2,6%      | 2,7%        |
| 2018 | 2,5%  | 2,2%    | 2,0%  | 2,1%  | 2,4% | 2,3%  | 2,6%  | 2,4%   | 2,5%       | 3,5%    | 3,0%      | 2,9%      | 2,5%        |
| 2019 | 3,1%  | 2,7%    | 3,2%  | 3,2%  | 3,3% | 3,4%  | 3,4%  | 3,5%   | 3,7%       | 3,8%    | 4,2%      | 4,0%      | 3,4%        |
| 2020 | 4,7%  | 4,0%    | 5,1%  | 5,4%  | 5,0% | 4,4%  | 4,4%  | 4,5%   | 5,0%       | 4,3%    | 4,2%      | 4,2%      | 4,6%        |
| 2021 | 4,6%  | 4,4%    | 4,4%  | 4,4%  | 4,7% | 4,9%  | 4,6%  | 4,6%   | 4,6%       | 4,2%    | 5,2%      | 5,4%      | 4,7%        |
| 2022 | 5,0%  | 4,6%    | 5,1%  | 4,8%  | 5,0% | 6,1%  | 5,3%  | 5,7%   | 5,0%       | 5,0%    | 5,2%      | 5,6%      | 5,1%        |
| 2023 | 5,3%  | 5,3%    | 5,2%  | 4,6%  | 5,4% | 5,1%  | 5,0%  | 5,3%   | 5,1%       | 4,3%    | 4,3%      | 4,8%      | 5,0%        |
| 2024 | 5,6%  | 5,8%    | 5,4%  | 5,2%  | 4,5% | 5,3%  | 5,0%  | 5,5%   | 5,1%       | 5,1%    | 5,1%      | 4,7%      | 5,2%        |